# Beninse Volksluchtmacht
De Beninse Volksluchtmacht (Frans: Force Aérienne Populaire de Benin, afgekort: FAPB) is de luchtmacht van Beninse leger in het West-Afrikaanse land Benin. De huidige luchtmacht werd opgericht in 1975. Tussen 1961 en 1975 heette ze Dahomiaanse luchtmacht (Force Aérienne de Dahomey), naar het Koninkrijk Dahomey dat toen bestond. Het gehele Beninse leger telt zo'n 5000 personeelsleden.

## Inventaris[2]
| Toestel                   | Versie(s)   | # (or.)     | Rol                      | Herkomst                   |
| Vliegtuigen               | Vliegtuigen | Vliegtuigen | Vliegtuigen              | Vliegtuigen                |
| ------------------------- | ----------- | ----------- | ------------------------ | -------------------------- |
| De Havilland Canada DHC-6 | DHC-6-300   | 1           | transport                | Canada                     |
| Boeing 727                |             | 2           | transport                | Verenigde Staten           |
| Helikopters               |             |             |                          |                            |
| Agusta A109               | A109BA      | 4           | verkenning lichte aanval | Italië                     |
| Eurocopter Ecureuil       | AS 350B     | 1           | varia                    | Frankrijk Duitsland Spanje |